# Alastor asiaticus
Alastor asiaticus är en stekelart som beskrevs av Morawitz 1895. Alastor asiaticus ingår i släktet Alastor och familjen Eumenidae. Inga underarter finns listade i Catalogue of Life.